# الیکایی بیشه‌ای
الیکایی بیشه‌ای (نام علمی: Xenicus longipes)، که همچنین به عنوان mātuhituhi شناخته می‌شوند، در زبان مائوری ، پرنده‌ای بسیار کوچک و تقریباً بی‌پرواز بود که بومی نیوزلند بود. سه زیرگونه در هر یک از جزایر اصلی نیوزلند، جزیره شمالی ، جزیره جنوبی و جزیره استوارت / راکیورا و جزایر کوچک‌تر مجاور داشت. این گونه به‌تدریج پس از معرفی شکارچیان مهاجم پستانداران ناپدید شد، آخرین بار در جزیره شمالی در سال 1955 و جزیره جنوبی در سال 1968 دیده شد. تلاش‌هایی برای نجات جمعیت برجای‌مانده در جزایر کوچک جزیره استوارت انجام شد، اما در نهایت با مرگ آخرین پرندگان شناخته‌شده برجای‌مانده در سال 1972 شکست خورد.